# Coyuca de Benítez
Coyuca de Benítez là một đô thị thuộc bang Guerrero, México. Năm 2005, dân số của đô thị này là 69064 người.